# New Rules
«New Rules» es una canción de la cantante albanobritánica Dua Lipa de su álbum debut homónimo. Fue escrita por Caroline Ailin, Emily Warren e Ian Kirkpatrick, mientras que la producción fue manejada por este último. Fue lanzado en el Reino Unido el 21 de julio de 2017 como el sexto sencillo del álbum. En los Estados Unidos el 22 de agosto de 2017.
"New Rules" es una canción dance pop con toques de house tropical, EDM y electropop con baterías y la instrumentación de un cuerno. En su letra, la cantante establece una lista de reglas para superar a un exnovio. Ha recibido críticas positivas de los críticos musicales, con muchos de ellos etiquetándola como un himno de ruptura y de empoderamiento femenino. Alcanzó el número uno en el Reino Unido, los Países Bajos, Bélgica (Flandes), Irlanda, Israel y España, mientras que alcanzó el máximo entre los diez primeros en Australia, Finlandia, Alemania, Nueva Zelanda, Noruega y Suecia. «New Rules» también ha entrado en el Billboard Hot 100 estadounidense, convirtiéndose en la tercera entrada de la cantante en la lista y alcanzando su máximo hasta el puesto 6.
El video musical de la canción fue dirigido por Henry Scholfield, y fue estrenado a través de la cuenta en YouTube de la cantante el 7 de julio de 2017. Muestra a la artista alojarse en una habitación de hotel con sus amigas, que le impiden regresar junto con su exnovio. El estilo visual ganó la atención de muchos críticos musicales, quienes elogiaron su tema de empoderamiento femenino. El éxito comercial de la canción se ha atribuido a la popularidad del video musical. La artista ha cantado «New Rules» en Europa Plus Live en Rusia y en Glastonbury Festival en Inglaterra. Asimismo, es el número de cierre de su gira mundial The Self-Titled Tour (2017-18).

## Antecedentes y composición
«New Rules» fue escrita por Caroline Ailin, Emily Warren y su productor Ian Kirkpatrick. Dua Lipa trabajó en el disco durante tres años, afirmando que el extendido proceso la llevó a escribir y grabar canciones hasta que sintió que tenía una cantidad considerable para escoger. Kirkpatrick también diseñó y programó la pista, mientras que Chris Gehringer la masterizó y Josh Gudwin la mezcló. Hablando de la canción, el artista explicó que esta es muy diferente a muchas pistas del álbum: «quería que se sintiera como algo muy nuevo [...] Es la canción de ruptura que me gustaría haber tenido cuando estaba rompiendo con alguien, establece reglas que son las que voy a establecer yo misma». «New Rules» fue lanzado en Reino Unido como contemporary hit radio el 14 de julio de 2017 como el séptimo sencillo del álbum, mientras que en Estados Unidos se lanzó con el mismo formato el 22 de agosto de 2017.
El estilo musical de «New Rules» ha sido descrito como house tropical, EDM, y electropop con elementos de dancehall, con un tambor y la instrumentación de cuerno. En las letras, la cantante establece una lista de reglas que le impiden regresar junto con un mal exnovio. Las reglas son: «Uno: No levantes el teléfono, ya sabes que sólo está llamando porque está borracho y solo. Dos: No lo dejes entrar, tendrás que echarlo de nuevo. Tres: No seas su amiga, sabes que vas a despertar en su cama por la mañana». Lipa confesó en una entrevista con NPR que: «No son necesariamente las reglas que he sido capaz de hacer, pero son reglas que siento que es importante poder decirte a ti mismo, decirle a tus amigos ... Hay una razón por la que la gente se rompe, y es probablemente la misma razón por la que no deberían volver a estar juntos». La compositora Emily Warren explicó a través de una anotación en el sitio web Genius que la pista era un recordatorio para las personas que se recuperaban de una ruptura para no sucumbir a una tentación momentánea ya que "No es una buena idea a largo plazo". 

## Recepción crítica
«New Rules» recibió críticas positivas de los críticos musicales. Neil Z. Yeung, de AllMusic, lo llamó un «brillo inflecto de house» en el que Lipa hace «una lista de precaución». Escribiendo para Clash, Alex Green sintió que pistas como «New Rules» demuestran «exactamente por qué los críticos escogieron a Lipa como alguien para ver [el año anterior]». Dayna Evans del The Cutlabeled la catalogó como «un himno de desintegración», mientras que Melinda Newman de Billboard consideró que era un «himno de empoderamiento femenino». Anjali Raguraman de The Straits Times también llamó a la canción un «himno de ruptura» y una «melodía pop adictiva», agregando que «La pista, con su producción lisa y voces estelares, rezuma confianza en sí misma y actitud». Ben Hogwood, de musicOMH declaró que la canción tenía temas de «asertividad y el poder femenino» y que se sentía más convincente que su anterior sencillo Blow Your Mind (Mwah) (2016). Desde Beat Media, Ryan Cole elogió las letras de la grabación, y consideró la producción como su elemento más distintivo.
James Barker de The Edge escribió que Dua Lipa comienza a «relajarse [...] con el sintetizador vertiginoso de 'New Rules'». Rachael Scarsbrook de Renowned for Sound opinó que "New Rules" y "Begging" aseguran que el optimista las melodías continúan largas en los momentos finales del expediente de Lipa, el álbum puede casi haber terminado pero la fiesta apenas está comenzando. " Larisha Paul de Baeble Music lo consideró como un «banger absoluto» y una «canción atemporal». En su reseña del álbum, Sebas E. Alonso del sitio web español Jenesaispop señaló que «New Rules» tuvo influencias de la música de los años 1990, y también incluyó la pista en su lista de las mejores canciones de 2017, llamándola un "éxito de verano". Hannah J. Davies de The Guardian declaró que estaba «infundido con EDM y house tropical sin sonar demasiado como persiguiendo conscientemente transformarse en una tendencia», mientras que Luke Holland de la misma publicación lo llamó la pista de la semana y elogió el contenido lírico, diciendo que «el pop desechable ahora es realmente bueno». En una reseña más negativa, Alim Kheraj de DIY declaró que la canción «es una pista de empoderamiento plana y con tintes tropicales que ya suena anticuada».

## Recepción comercial
El éxito comercial de la pista se ha atribuido a la popularidad de su video musical. En el Reino Unido, «New Rules» debutó en la lista de singles del Reino Unido en el número 75, en la edición del 14 de julio de 2017. En la semana del 4 de agosto, llegó a la novena posición, convirtiéndose en su tercer top ten en la tabla, tras «No Lie» y «Be the One». Dos semanas después, se convirtió en la primera canción de Lipa en alcanzar el número uno en el Reino Unido. Al hacerlo, también se convirtió en la primera canción en casi dos años de una artista femenina en solitario que llegó a la cima del ranking, tras «Hello» de Adele en 2015. Permaneció en el número uno la semana siguiente, y recibió una certificación de plata por la Industria Fonográfica Británica (BPI) el 25 de agosto de 2017. En Irlanda, también encabezó el gráfico de sencillos durante cuatro semanas no consecutivas. En los Países Bajos, alcanzó el número uno tanto en las listas de los 40 mejores como de los 100 mejores en la semana que terminó el 16 de septiembre de 2017. «New Rules» ha alcanzado su punto máximo entre los diez primeros en Finlandia, Alemania, Noruega y Suecia.
En los Estados Unidos, después de pasar dos semanas en la lista Bubbling Under Hot 100 Singles, "New Rules" entró en el Billboard Hot 100 en el número 90, convirtiéndose en su tercera entrada en el ranking, después de "Blow Your Mind (Mwah)" y su colaboración con el DJ holandés Martin Garrix "Scared to Be Lonely" (2017). Hasta ahora ha alcanzado el número 21. «New Rules» también ha tenido éxito en Oceanía: el 29 de julio de 2017 debutó en el número 46 en el ARIA Charts de Australia. En su octava semana en la tabla, alcanzó el número 4. La pista entró en la lista de Top 40 Singles de Nueva Zelanda en el número 26 en el informe de 7 de agosto de 2017. En la semana del 11 de septiembre, "New Rules" alcanzó la tercera posición. Recibió una certificación de oro por el Recorded Music NZ (RMNZ) por ventas de 7.500.

## Vídeo musical

### Antecedentes
El video musical fue dirigido por Henry Scholfield, quien también rodó el videoclip anterior de Lipa, «Lost in Your Light». La cantante invitó a Scholfield a tomar una taza de té en Londres para discutir sus ideas para el clip. Lipa había guardado una foto de la modelo Naomi Campbell sosteniendo a otra mujer en su espalda durante una campaña en la década de 1980 como un «punto de referencia», explicando que «me encantaba la idea de que las niñas se cuidaran unas a otras, con sentido de humildad, esa sensación de fuerza». Lipa también tuvo la idea de incluir un grupo de flamencos en el clip, ya que los consideraba una buena representación de la amistad femenina. El director se puso en contacto con Teresa Barcelo para coreografiar la rutina de baile que le imprimiera una «narrativa de unidad y empoderamiento» en ella. Barcelo también se inspiró en los movimientos de los flamencos mientras planeaba la coreografía. Más de 200 mujeres realizaron una audición para el video, con ocho seleccionadas.
La filmación tuvo lugar en junio de 2017 en The Confidante, un hotel ubicado en Miami Beach que forma parte de la marca Unbound Collection de Hyatt. La vicepresidenta de marcas globales de Hyatt, Sandra Micek, afirmó que la colaboración entre el artista y el hotel le hacía sentido porque «la inspiración del Confidante y su nombre provenían de la noción de ser un amigo de confianza». En cuanto al rodaje, Scholfield comentó que la cámara estaba bastante cerca durante las rutinas de baile, con el fin de filmar más ininterrumpidamente las tomas individuales. Durante una entrevista con NPR, Lipa comentó que «Lo que quería transmitir en este video es la unidad y la unión de mujeres que se apoyan mutuamente, se ayudan mutuamente y se cuidan en una situación». El video se estrenó a través de la cuenta de YouTube de Lipa el 7 de julio de 2017. Después de esto, Hyatt lanzó dos clips con escenas detrás del escenario del rodaje.

### Sinopsis
El video comienza con una foto de la vista exterior del hotel Confidante y dos flamencos. En la siguiente escena, y en el contexto de la pista, Dua Lipa está acostada en una cama, pensando en darle una segunda oportunidad a su ex, mientras sus amigas están a su lado. Mientras la canción continúa, el artista se dirige hacia el teléfono para responder a su llamada, pero es detenida por una de sus amigas. Luego, sigue recibiendo consejos de las mujeres, pero logra escaparse al pasillo. Allí, realizan una coreografía y regresan a la sala. En las escenas siguientes, las mujeres comienzan una fiesta de pijamas, cepillándose el pelo y aplicándose mutuamente lápiz labial. Cambian sus trajes y se dirigen hacia la piscina, donde caminan sobre el agua.
Después del puente de la canción, una de las mujeres hace planes de reunirse con su exnovio, pero es detenida por Lipa, quien le da el consejo que recibió al principio de la visual. Después de esto, el grupo realiza una coreografía delante de la piscina, en la que se «acercan unas a otras, en un anillo inquebrantable de miembros». Esta es la escena favorita de Dua Lipa y Scholfield, con esta última declarando: «Eso terminó toda la historia para mí. El espectador (Ud) está en el exterior, pero esa coreografía te atrae hacia ellos y te hace parte de esa conexión también». El video termina con las mujeres de pie frente a la piscina, con la cámara girando al revés y luego mostrando un grupo de flamencos en el mismo lugar.

### Recepción
El video musical de «New Rules» ganó muchos comentarios positivos de los críticos, quienes elogiaron sus temas de empoderamiento femenino. A partir de septiembre de 2017, ha recibido más de 1,100 millones de visitas en YouTube. Aliza Abarbanel de Refinery29 comentó sobre el visual, «'New Rules', y todos los trajes épicos en él, encapsula perfectamente la alegría de la amistad femenina - y la alegría de vestirse juntas ". Claire Valentine de la revista Paper lo calificó como «el video más fuerte de Lipa hasta el momento». Hafeezah Nazim de Nylon lo calificó como «un poder visual», mientras que la escritora del New Statesman Anna Leszkiewicz lo describió como un «colorido y agudamente coreografiado video», además de considerarlo uno de los mejores videoclips lanzados en julio de 2017. Alessia Scappaticci de The Loop elogió los temas visuales de autoestima, diversidad y amistad, y agregó que «definitivamente merece toda la atención positiva que está recibiendo». T.L. Stanley de Adweek señaló que en la trama, las mujeres están «de pie juntas, reflejando una tendencia actual en la cultura pop y en el mundo del entretenimiento que muestra a las mujeres apoyándose mutuamente (las peleas entre mujeres son tan del ayer)».
El video musical también recibió comentarios positivos de artistas como Lorde, Charli XCX y Tegan & Sara a través de sus respectivas cuentas de Twitter. El 12 de julio de 2017, Lipa agradeció a sus fanes por la popularidad visual y les recomendó usar la hashtag #DUASNEWRULES al cargar tapas de la pista para incluirlas en un video de recopilación. Al día siguiente, el cineasta Jake Wilson subió una parodia gay del video musical usando el hashtag, que llamó la atención de algunos blogs y de la propia artista. El 4 de agosto de 2017, la cantante lanzó el video de recopilación de covers y parodias de la canción y del videoclip en su cuenta de YouTube. Owen Myers de The Fader elogió los temas de empoderamiento femenino del clip y además comentó su importancia en la carrera de Lipa , afirmando que «La liberación de 'New Rules' le dio a Lipa algo más que hasta entonces la eludía: la credibilidad. Ha hablado a menudo en entrevistas sobre sus creencias feministas, y se enorgullece de su participación con cada aspecto de su música».
En julio de 2018, este video fue nominado a un premio MTV Video Music Award.

## Créditos y personal
Créditos adaptados de las notas de Dua Lipa.
- Dua Lipa – voces
- Emily Warren – compositora
- Caroline Ailin – compositora
- Ian Kirkpatrick – ingeniería, producción, programación
- Chris Gehringer – masterización
- Josh Gudwin – mezcla

## Posicionamiento en listas

### Listas Semanales
| Argentina (Monitor Latino)                   | 9  |  |                         |   |
| Alemania (Media Control Charts)              | 1  |  | Australia (ARIA Charts) | 1 |
| Austria (Ö3 Austria Top 40)                  | 1  |  |                         |   |
| Bélgica (Ultratop 50 (Flandes)               | 1  |  |                         |   |
| Bélgica (Ultratop 40 (Wallonia)              | 2  |  |                         |   |
| Canadá (Canadian Hot 100)                    | 1  |  |                         |   |
| Dinamarca (Tracklisten)                      | 2  |  |                         |   |
| Escocia (The Official Charts Company)        | 2  |  |                         |   |
| Eslovaquia (IFPI República Checa)            | 9  |  |                         |   |
| España (LOS40)                               | 1  |  |                         |   |
| España (PROMUSICAE)                          | 7  |  |                         |   |
| Filipinas (Philippine Hot 100)               | 28 |  |                         |   |
| Finlandia (Litasaus)                         | 3  |  |                         |   |
| Hungría (Singles Top 40)                     | 3  |  |                         |   |
| Irlanda (IRMA)                               | 1  |  |                         |   |
| Israel (Media Forest)                        | 1  |  |                         |   |
| Italia (FIMI)                                | 4  |  |                         |   |
| México (México Inglés Airplay)               | 3  |  |                         |   |
| Noruega (VG-lista)                           | 5  |  |                         |   |
| Nueva Zelanda (NZ Top 40 Singles)            | 1  |  |                         |   |
| Países Bajos (MegaCharts)                    | 1  |  |                         |   |
| Portugal (Associação Fonográfica Portuguesa) | 1  |  |                         |   |
| Reino Unido (UK Singles Chart)               | 1  |  |                         |   |
| Suecia (Sverigetopplistan)                   | 1  |  |                         |   |
| Suiza (Schweizer Hitparade)                  | 1  |  |                         |   |
| Estados Unidos (Billboard Hot 100)           | 6  |  |                         |   |
| Estados Unidos (Pop Songs)                   | 1  |  |                         |   |
| Estados Unidos (Hot Dance Club Songs)        | 1  |  |                         |   |
| Venezuela (Record Report)                    | 27 |  |                         |   |